# Friidrott vid olympiska sommarspelen 1904
Friidrotten vid olympiska sommarspelen 1904 i Saint Louis innehöll 23 olika sporter och var endast öppen för herrar.

## Medaljfördelning
| Medaljfördelning |                 |      |        |       |        |
| Placering        | Nation          | Guld | Silver | Brons | Totalt |
| 1                | USA             | 23   | 23     | 22    | 68     |
| 2                | Storbritannien  | 1    | 1      | 0     | 2      |
| 3                | Kanada          | 1    | 0      | 0     | 1      |
| 4                | Kombinationslag | 0    | 1      | 0     | 1      |
| 5                | Tyskland        | 0    | 0      | 1     | 1      |
| 5                | Grekland        | 0    | 0      | 1     | 1      |

## Medaljörer

### Herrar
| Sport                             | Guld                                                                                                  | Silver                                                                                         | Brons                                    |
| 60 meter Detaljer...              | Archie Hahn (7,0) · USA                                                                               | William Hogenson (7,2) · USA                                                                   | Fay Moulton · USA                        |
| 100 meter Detaljer...             | Archie Hahn (11,0) · USA                                                                              | Nate Cartmell · USA                                                                            | William Hogenson · USA                   |
| 200 meter Detaljer...             | Archie Hahn (21,6) · USA                                                                              | Nate Cartmell · USA                                                                            | William Hogenson · USA                   |
| 400 meter Detaljer...             | Harry Hillman (49,2) · USA                                                                            | Frank Waller · USA                                                                             | Herman Groman · USA                      |
| 800 meter Detaljer...             | James Lightbody (1.56,0) · USA                                                                        | Howard Valentine (1.56,4) · USA                                                                | Emil Breitkreutz (1.57,6) · USA          |
| 1 500 meter Detaljer...           | James Lightbody (4.05,4) · USA                                                                        | Frank Verner · USA                                                                             | Lacey Hearn · USA                        |
| Maraton Detaljer...               | Thomas Hicks (3.28.53) · USA                                                                          | Albert Corey* (3.34.52) · USA                                                                  | Arthur Newton (3.47.33) · USA            |
| 110 meter häck Detaljer...        | Fred Schule (16,0) · USA                                                                              | Thaddeus Shideler · USA                                                                        | Lesley Ashburner · USA                   |
| 200 meter häck Detaljer...        | Harry Hillman (24,6,0) · USA                                                                          | Frank Castleman · USA                                                                          | George Poage · USA                       |
| 400 meter häck Detaljer...        | Harry Hillman (53,0) · USA                                                                            | Frank Waller · USA                                                                             | George Poage · USA                       |
| 2 590 meter hinder Detaljer...    | James Lightbody (7.39,6) · USA                                                                        | John Daly · Storbritannien                                                                     | Arthur Newton · USA                      |
| 4 miles lag Detaljer...           | USA · New York AC · Arthur Newton · George Underwood · Paul Pilgrim · Howard Valentine · David Munson | Kombinationslag Chicago AA James Lightbody Frank Verner Lacey Hearn Albert Corey* Sidney Hatch | Ingen                                    |
| Längdhopp Detaljer...             | Myer Prinstein (7,34 m) · USA                                                                         | Daniel Frank (6,89 m) · USA                                                                    | Robert Stangland (6,88 m) · USA          |
| Tresteg Detaljer...               | Myer Prinstein (14,35 m) · USA                                                                        | Fred Englehardt (13,90 m) · USA                                                                | Robert Stangland (13,36 m) · USA         |
| Höjdhopp Detaljer...              | Samuel Jones (180 cm) · USA                                                                           | Garrett Serviss (177,5 cm) · USA                                                               | Paul Weinstein (177,5 cm) · Tyskland     |
| Stavhopp Detaljer...              | Charles Dvorak (350 cm) · USA                                                                         | LeRoy Samse (343 cm) · USA                                                                     | Louis Wilkins (343 cm) · USA             |
| Stående längdhopp Detaljer...     | Ray Ewry (3,47 m) · USA                                                                               | Charles King (3,28 m) · USA                                                                    | John Biller (3,26 m) · USA               |
| Stående tresteg Detaljer...       | Ray Ewry (10,54 m) · USA                                                                              | Charles King (10,16 m) · USA                                                                   | Joseph Stadler (9,53 m) · USA            |
| Stående höjdhopp Detaljer...      | Ray Ewry (1,50 m) · USA                                                                               | Joseph Stadler (1,45 m) · USA                                                                  | Lawson Robertson (1,45 m) · USA          |
| Kulstötning Detaljer...           | Ralph Rose (14,81 m) · USA                                                                            | Wesley Coe (14,40 m) · USA                                                                     | Lawrence Feuerbach (13,37 m) · USA       |
| Diskuskastning Detaljer...        | Martin Sheridan (39,28 m) · USA                                                                       | Ralph Rose (39,28 m) · USA                                                                     | Nicolaos Georgandas (37,68 m) · Grekland |
| Släggkastning Detaljer...         | John Flanagan (51,23 m) · USA                                                                         | John DeWitt (50,27 m) · USA                                                                    | Ralph Rose (45,73 m) · USA               |
| Kast med 56-pundsvikt Detaljer... | Étienne Desmarteau · Kanada                                                                           | John Flanagan · USA                                                                            | James Mitchell · USA                     |
| Trekamp Detaljer...               | Max Emmerich · USA                                                                                    | John Grieb · USA                                                                               | William Merz · USA                       |
| Tiokamp Detaljer...               | Tom Kiely · Storbritannien                                                                            | Adam Gunn · USA                                                                                | Thomas Hare · USA                        |

* Vissa källor anger att Albert Corey var fransk medborgare, men i IOK:s databas listas han som tävlande för USA, men i lagtävling över 4 miles listas laget som ett kombinationslag.

## Deltagande nationer
Totalt deltog 233 friidrottare från 10 länder vid de olympiska spelen 1904 i Saint Louis.
| - Australien (2) - Grekland (10) - Kanada (5) - Kuba (1) - Schweiz (1) - Storbritannien (3) - Sydafrika (3) - Tyskland (9) - Ungern (2) - USA (197) |